# رایکوکه
رایکوکه (انگلیسی: Raikoke) یک جزیره آتشفشانی در جزایر کوریل کشور روسیه است.